# Tliu
Tliu is een bestuurslaag in het regentschap Timor Tengah Selatan van de provincie Oost-Nusa Tenggara, Indonesië. Tliu telt 709 inwoners (volkstelling 2010).